# Адаман
Адама́н или Адама́н-Кирги́з (укр. Адаман, крымскотат. Adaman-Qirgiz, Адаман) — исчезнувшее село в Джанкойском районе Республики Крым, располагавшееся на северо-востоке района, примерно в 3 км к северу от современного села Великоселье.

## Динамика численности населения
- 1806 год — 56 чел.[2]
- 1864 год — 15 чел.[3]
- 1900 год — 6 чел.[4]
- 1902 год — 5 чел.[5]

## История
Первое документальное упоминание села встречается в Камеральном Описании Крыма… 1784 года, судя по которому, в последний период Крымского ханства Содаман входил в Таманский кадылык Карасъбазарскаго каймаканства. После присоединения Крыма к России (8) 19 апреля 1783 года, (8) 19 февраля 1784 года, именным указом Екатерины II сенату, на территории бывшего Крымского Ханства была образована Таврическая область и деревня была приписана к Перекопскому уезду. После Павловских реформ, с 1796 по 1802 год, входила в Перекопский уезд Новороссийской губернии. По новому административному делению, после создания 8 (20) октября 1802 года Таврической губернии, Адаман был включён в состав Таганашминской волости Перекопского уезда.
Согласно Ведомости о всех селениях в Перекопском уезде состоящих с показанием в которой волости сколько числом дворов и душ… от 21 октября 1805 года в деревне Адаман в 10 дворах проживало 48 крымских татар, 5 цыган и 3 ясыров. На военно-топографической карте генерал-майора Мухина 1817 года деревня Отоман обозначена с 9 дворами. После реформы волостного деления 1829 года Адаман, согласно «Ведомости о казённых волостях Таврической губернии 1829 года», отнесли к Башкирицкой волости (переименованной из Таганашминской). На карте 1836 года в деревне Одаман Кыргыз 26 дворов, как и на карте 1842 года.
В 1860-х годах, после земской реформы Александра II, деревню включили в состав Владиславской волости. Согласно «Списку населённых мест Таврической губернии по сведениям 1864 года», составленному по результатам VIII ревизии 1864 года, Адаман-Киргиз — владельческая татарская деревня с 4 дворами и 15 жителями при колодцах. По обследованиям профессора А. Н. Козловского начала 1860-х годов, в селении вода в колодцах глубиной от 1,5—3 до 5 саженей (от 2 до 10 м) была частью солоноватая, а частью солёная. Согласно «Памятной книжке Таврической губернии за 1867 год», деревня Адаман была покинута жителями в 1860—1864 годах, в результате эмиграции крымских татар, особенно массовой после Крымской войны 1853—1856 годов, в Турцию и оставалась в развалинах. Если на трёхверстовой карте Шуберта 1865 года Одаман Кыргыз ещё обозначен, то на карте, с корректурой 1876 года, его уже нет.
Поселение было возрождено, уже в составе Ак-Шеихской волости, в конце XIX века — по «…Памятной книжке Таврической губернии на 1900 год» в деревне Адоман числилось 6 жителей в 1 дворе<, по «…Памятной книжке Таврической губернии на 1902 год» — 5 человек и 1 двор, а уже в «Статистическом справочнике Таврической губернии 1915 года» селение не значится и в дальнейшем в доступных источниках не встречается.